# Nodaway Township (comté de Nodaway, Missouri)
Nodaway Township est un township, situé dans le comté de Nodaway, dans le Missouri, aux États-Unis,.
Le township est fondé en 1871 et baptisé en référence à la rivière Nodaway (en).

### Source de la traduction
- (en) Cet article est partiellement ou en totalité issu de l’article de Wikipédia en anglais intitulé « Nodaway Township, Nodaway County, Missouri » (voir la liste des auteurs).